# Door Israël bezette gebieden

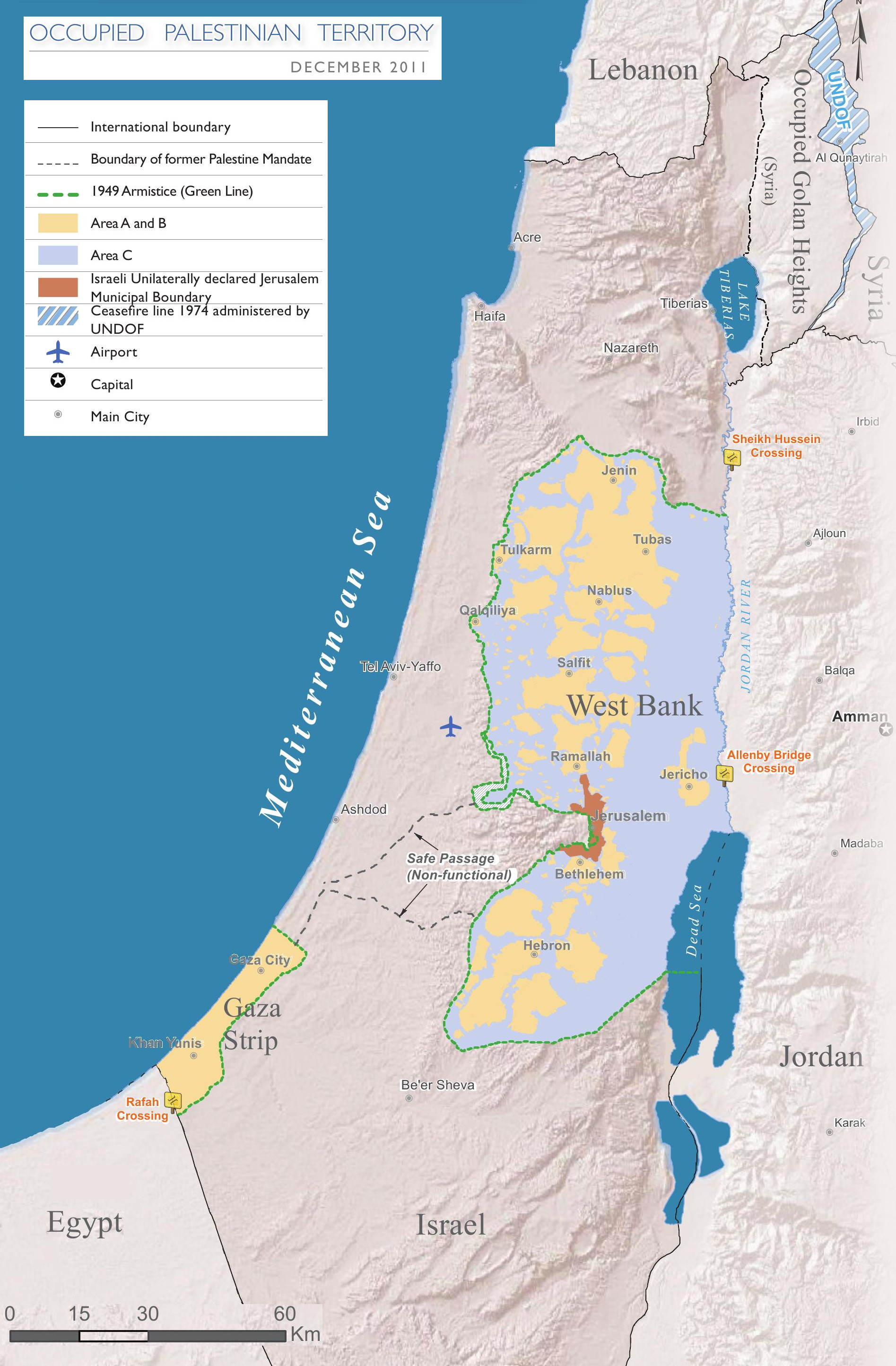
Bezette gebieden, december 2011

Deze pagina geeft een overzicht van door Israël bezette gebieden. Een aantal van deze gebieden is geannexeerd door Israël. Deze annexaties worden echter internationaal niet erkend.

## Bezetting vanuit Israëlisch perspectief

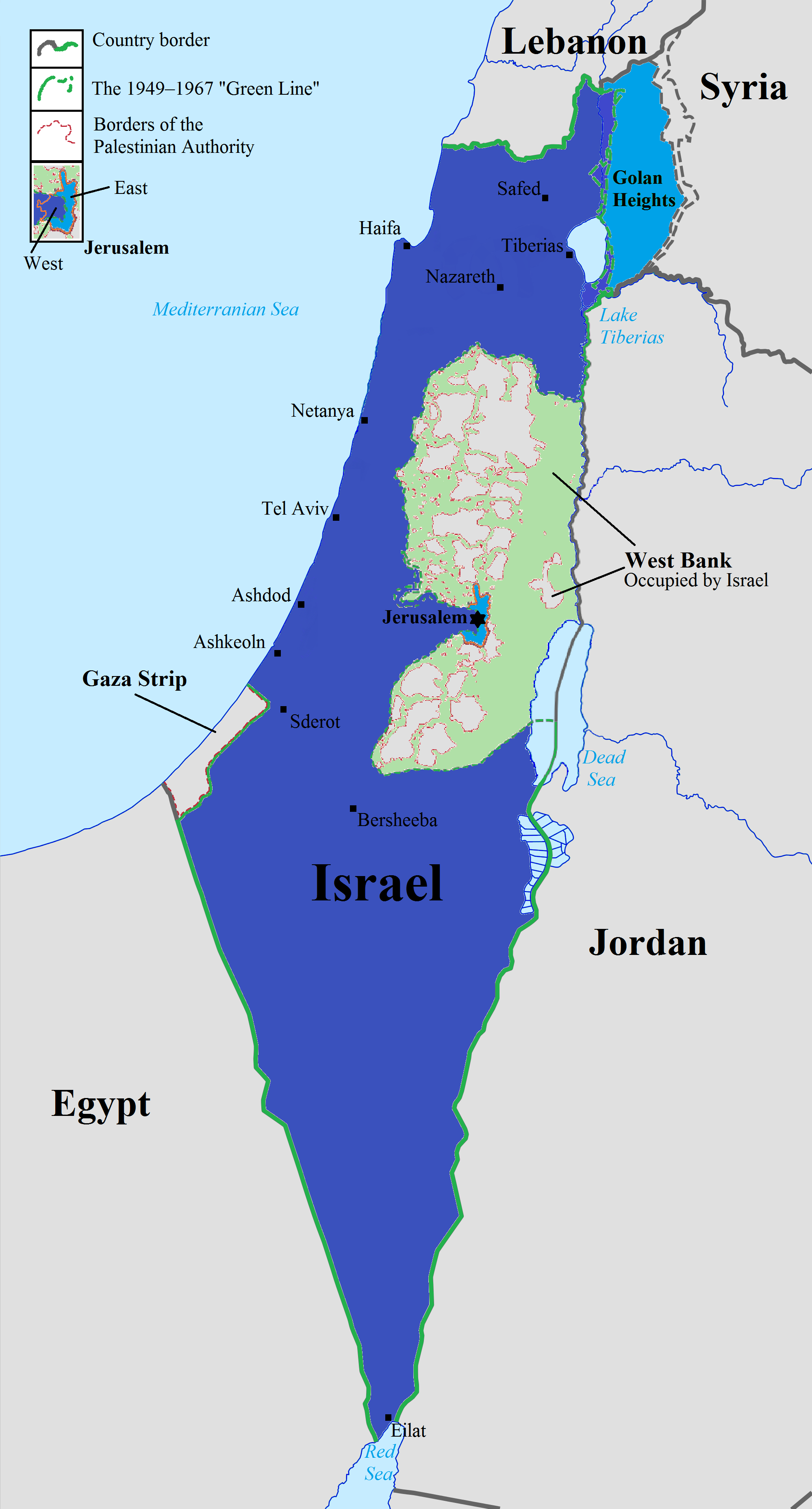
Door Israël sinds 1967 gecontroleerde gebieden (inclusief Gaza)

De Israëlische geografische situatie binnen de grenzen van 1949 was vanuit militair perspectief uitermate ongunstig. Het land was omsingeld door buurstaten die allemaal vijandig waren. Bovendien was het Israëlische kerngebied waar de meeste mensen woonden, de grootste steden lagen, en de economische activiteit plaatsvond, een kleine en kwetsbare vlakte aan de Middellandse Zeekust van hooguit 150 km lengte en hooguit 50 km breedte. Vanuit de hooggelegen Golanhoogte kan de vlakte van Galilea door artillerie bestreken worden, en de westgrens van de Westelijke Jordaanoever reikt tot 20 km van de Middellandse Zeekust. Een gevechtsvliegtuig kan met een snelheid van 800 km/u Israël binnen deze grenzen op het smalste punt binnen 2 minuten van oost naar west doorkruisen. Het land bezit dus, vooral in het noorden, hoegenaamd geen strategische diepte. 
Dit geografisch nadeel deed zich gelden tijdens de Onafhankelijkheidsoorlog, waarin de legers van de Arabische buurlanden Israël diep binnendrongen en het bijna in stukken spleten. Israël viel hierom terug op een strategie waarin niet langer werd gewacht totdat de buurlanden zouden aanvallen. In 1967 nam Israël tijdens een crisis het initiatief en lanceerde een verrassingsaanval op zijn buren, daarbij een mogelijke actie van hun zijde voorzijnd. De Zesdaagse Oorlog resulteerde in de verovering van verschillende gebieden die de strategische situatie van Israël aanzienlijk verbeterden. Daarbij werden de buitengrenzen aanzienlijk korter en minder grillig.
De Sinaï deed dienst als buffer tegen eventuele Egyptische aanvallen maar had de minste strategische waarde aangezien Israël in het zuiden de Negev al als buffer heeft en de enige kwetsbare plaats daar Eilat aan de Rode Zee is. Om deze reden werd de Sinaï als eerste opgegeven. Dit gold temeer toen Egypte in 1973 kon aantonen dat met de juiste middelen, voorbereiding en leiding, Israël wel degelijk verslagen kon worden terwijl het uiteindelijk, net als Jordanië, vrede sloot met Israël. Hoewel de Gazastrook van meer belang is omdat deze verder in Israël reikt, heeft deze ook vrij weinig strategische waarde en werden de nederzettingen er ontruimd en aan de Palestijnse Autoriteit overgedragen in 2005. 
De Golanhoogten, Oost-Jeruzalem en de Westelijke Jordaanoever zijn daarentegen hooggelegen gebieden die als basis voor een aanval op het Israëlisch kerngebied zouden kunnen dienen. Oost-Jeruzalem en de Westelijke Jordaanoever zijn bovendien beladen met zoveel Joodse geschiedenis en sentiment, dat ontruiming voor de meeste Israëlische Joden politiek onacceptabel is. Door middel van annexatie van de Golanhoogten en het bouwen van Joodse nederzettingen in de Palestijnse gebieden heeft Israël deze gebieden beter onder controle gebracht.

## Status van actuele bezettingen
Geen van de door Israël bezette gebieden wordt internationaal erkend als Israëlisch grondgebied, omdat dat zou neerkomen op het door middel van geweld veroveren van territorium. Dit principe is volgens het internationaal recht verboden (jus cogens). In 2024 heeft het Internationaal Gerechtshof dan ook bevestigd dat de Israëlische bezetting illegaal is volgens het internationaal recht.

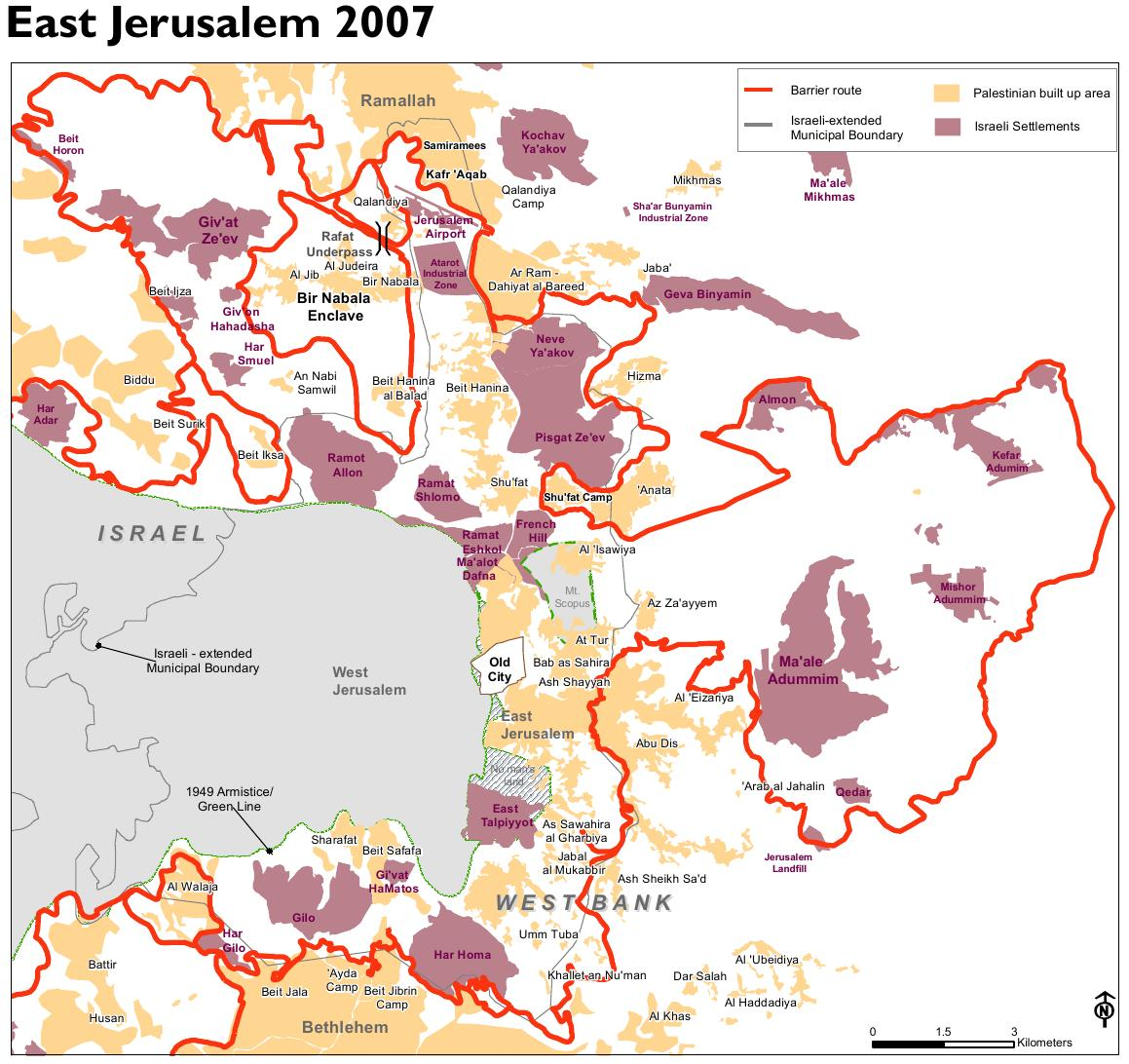
(update 2013) Route van de Westoeverbarrière ten noorden, oosten en zuiden van Israëlisch West-Jeruzalem, Oost-Jeruzalem, Palestijnse dorpen en Israëlische nederzettingen insluitend

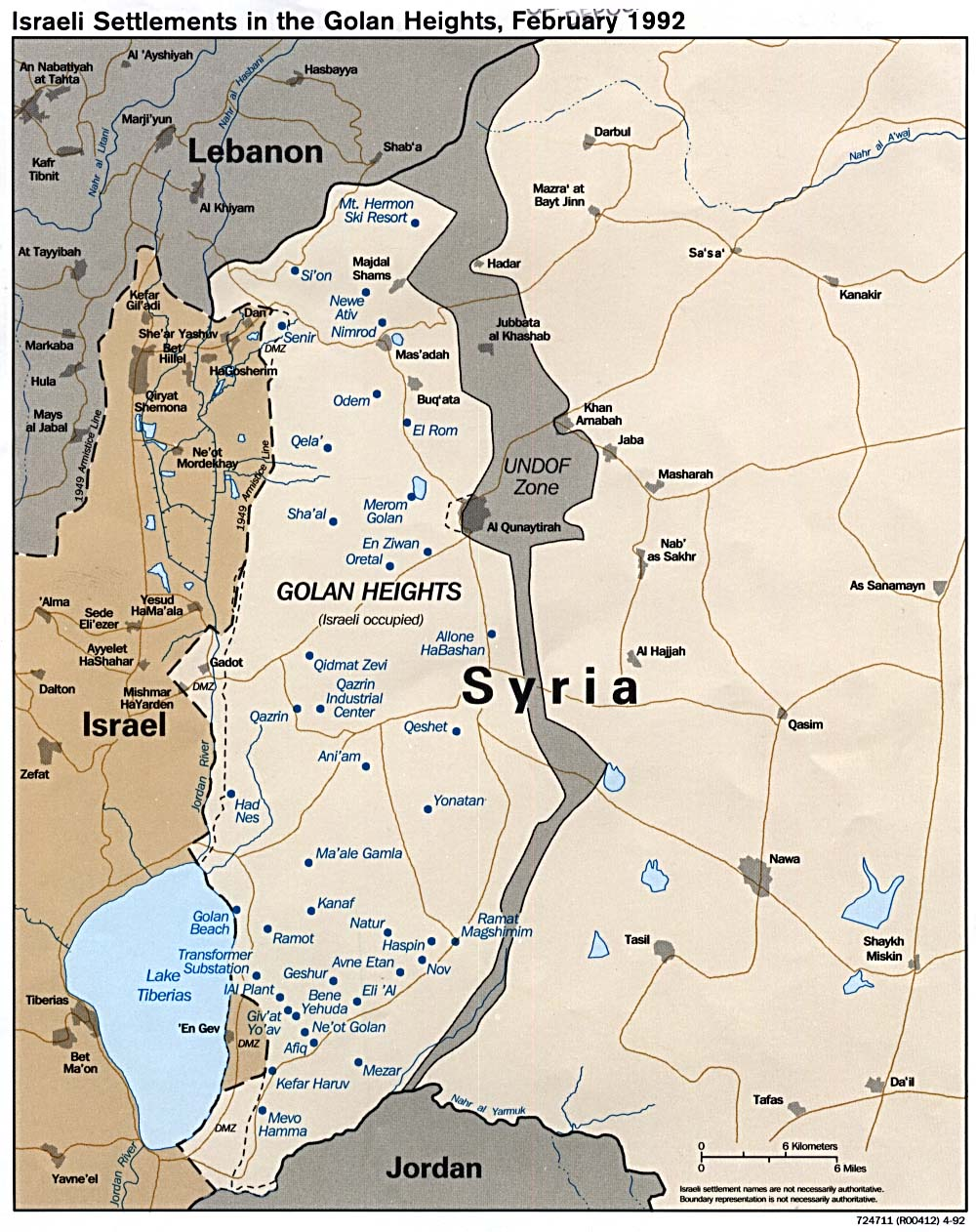
Israëlische nederzettingen in de Golan Hoogten, februari 1992

In de Zesdaagse Oorlog van 1967 veroverde en bezette Israël de volgende gebieden:

### Westelijke Jordaanoever
Dit gebied zou volgens VN-verdelingsplan van Palestina van 1947 deel van een Palestijnse staat moeten worden. In de Arabisch-Israëlische Oorlog van 1948, nadat zionistische leiders de staat Israël hadden uitgeroepen, bezette Transjordanië dit gebied (de Westelijke Jordaanoever) om het in 1950 te annexeren (de naam "Transjordanië" werd vervolgens veranderd in "Jordanië"). In 1967 veroverde en bezette Israël dit gebied. Sindsdien zijn er, in strijd met de Geneefse Conventies, Israëlische nederzettingen gesticht. Met de Akkoorden van Oslo van 1993 zouden stappen worden genomen om onder de Palestijnse Autoriteit binnen vijf jaar tot de vorming van een onafhankelijke Palestijnse staat te komen. Sinds die tijd echter heeft Israël de bezette Westelijke Jordaanoever voor een steeds groter deel gekoloniseerd en onder zijn eigen administratief en militair bestuur gebracht en is van een zelfstandige Palestijnse staat nog niets verwezenlijkt.

### Oost-Jeruzalem
In de Arabisch-Israëlische Oorlog van 1948 had Israël West-Jeruzalem veroverd en bij zijn gebied gevoegd, hoewel VN-verdelingsplan van Palestina van november 1947 voorzag in een internationale status voor geheel Jeruzalem. Het oostelijk deel, Oost-Jeruzalem, met daarin de Oude Stad werd door Jordanië veroverd, die het in 1950 annexeerde (het werd onder de naam Al-Quds een Jordaanse gemeente). In de Zesdaagse Oorlog van 1967 werd ook dit deel van Jeruzalem door Israël veroverd en geannexeerd. Deze annexatie werd niet erkend en internationaal veroordeeld. In de Oslo-akkoorden van 1993-1994 werd de beslissing over de status van Jeruzalem nog vijf jaar vooruitgeschoven. Maar daar is geen gevolg aan gegeven.

### Gazastrook
In 1948 was deze door Egypte veroverd, maar nooit geannexeerd. Israël veroverde het gebied in 1967. In 2005 ontruimde Israël de nederzettingen en kreeg de Palestijnse Autoriteit conform de Oslo-akkoorden beperkt zelfbestuur, maar behield Israël de militaire controle over het gebied. De controle over de enige grensovergang met Egypte werd overgedragen aan bondgenoot Egypte. 
Israël verklaarde dat daarmee de bezetting voorbij was; verschillende internationale organisaties, waaronder de Verenigde Naties, beschouwen het nog steeds als bezet gebied vanwege de mate van controle die Israël uitoefent op onder meer het luchtruim.
Na de machtsovername in 2007 door Hamas werd de Gazastrook door Israël en Egypte met een algehele militaire blokkade geïsoleerd en werd in opeenvolgende oorlogen de infrastructuur herhaaldelijk verwoest.

### Golanhoogten-Syrië
Dit gebied werd in de Zesdaagse Oorlog van 1967 door Israël bezet en met de daarop vervolgens gestichte Israëlische nederzettingen geannexeerd.
Op 25 maart 2019, kort voor nieuwe verkiezingen van april in Israël, tekende president Donald Trump van de Verenigde Staten, in aanwezigheid van premier Benjamin Netanyahu van Israël, een verklaring waarbij de VS de soevereiniteit van Israël over de Golanhoogten erkende. Dit is echter in strijd met het oordeel van de Verenigde Naties die de annexaties van bezet gebied door Israël niet erkennen. De VN, Europese en Arabische landen verklaarden dat de Golanhoogten Syrisch staatsgebied zijn, ongeacht wat de VS daarover hadden besloten. Eerder al werd Oost-Jeruzalem als deel van Israël erkend.

### Shebaa-boerderijen-Zuid-Libanon
Deze bevinden zich op de grens met de Syrische Golan. In dit grensgebied werden gedurende de Israëlisch-Libanese Oorlog (2006) voortdurende vuurgevechten tussen Israëlische soldaten en de verzetsbeweging Hezbollah gemeld, welke zich ook uitstrekten tot de Bekavallei.

### Situatie sinds 1967
- Militaire wetten. In de bezette Palestijnse gebieden zijn de inwoners sinds 1967 onderworpen aan de militaire wetten van Israël. Dit in tegenstelling tot de Israëlische kolonisten in de Israëlische nederzettingen, op wie het civiele recht van Israël van toepassing is

- Olie en Gas. In 2013, onder de regering van premier Benjamin Netanyahu gaf Israël aan het Amerikaanse bedrijf Genie Energy (Oil and Gas) een licentie af met exclusieve rechten op het boren naar petroleum in dat gebied. Het betrof een gebied met een oppervlakte van 153 vierkante mijl (ongeveer 396 vierkante kilometer) gelegen in de door de Verenigde Naties in 1973 ingestelde bufferzone tussen de twee landen (de UN Disengagement Observer Force Zone).[7]

## Eerdere (teruggedraaide) bezettingen

### HetSinaï-schiereiland en deGazastrook
Bij de Suezcrisis eind oktober 1956 veroverde Israël in samenwerking met Frankrijk en Groot-Brittannië het Sinaï-schiereiland en de Gazastrook op Egypte. Door interventie van de VN moest Israël zich weer uit de gebieden terugtrekken en werd er een VN-troepenmacht (UNEF) gestationeerd langs de oude grenzen. De Gazastrook kwam in maart 1957 onder een Egyptische bezetting.

### HetSinaï-schiereiland
In de Zesdaagse Oorlog van 1967 veroverde en bezette Israël opnieuw het Sinaï-schiereiland. In 1982 werd het door Israël ontruimd in het kader van het Egyptisch-Israëlische vredesverdrag van 1979, met uitzondering van het grensplaatsje Taba, dat na een beslissing van een arbitragecommissie pas in 1989 werd ontruimd. De Gazastrook bleef onder Israëlische bezetting.

### Zuid-Libanon

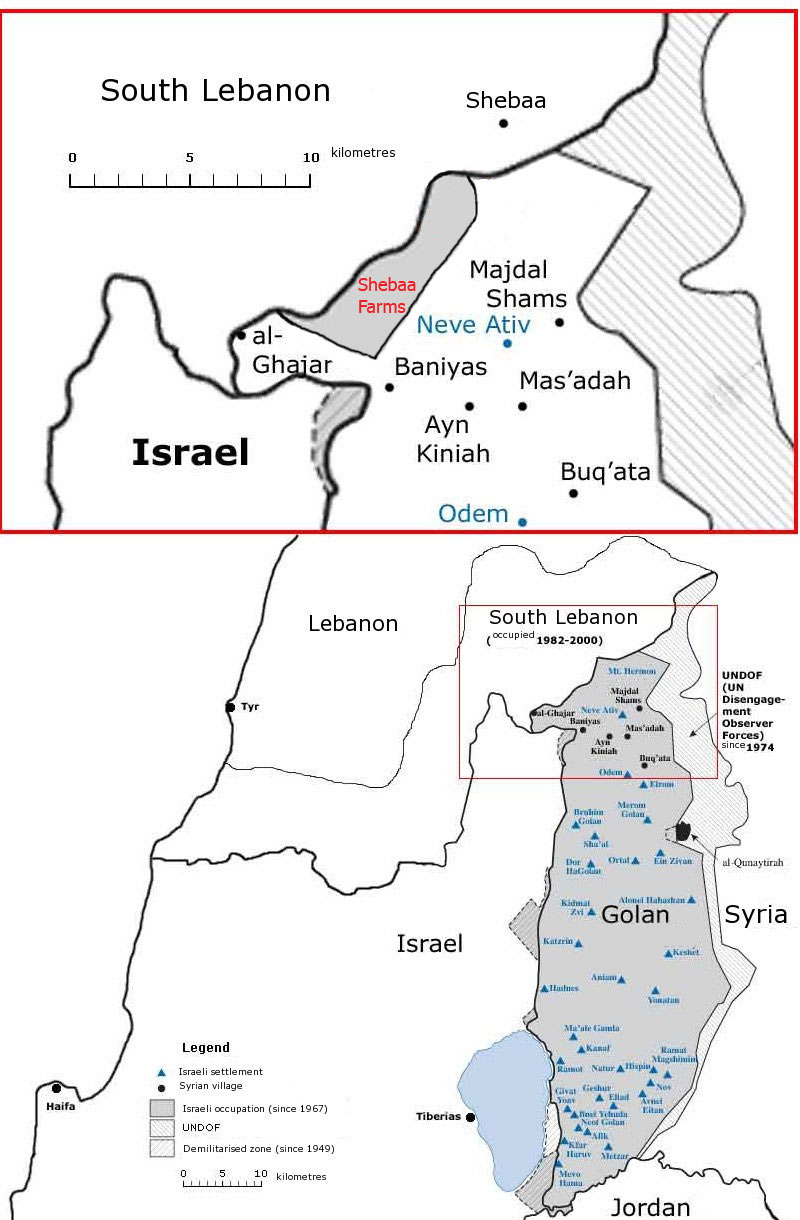
Kaart van de Shebaa-boerderijen

Nadat in maart 1978 Israëlische troepen het zuiden van Libanon waren binnengevallen met Operatie Litani werd Israël op 19 maart met resolutie 425 van de Veiligheidsraad van de Verenigde Naties opgeroepen zich terug te trekken uit Libanon. Op diezelfde dag werd met resolutie 426 de vredesmacht UNIFIL ingesteld. In juni 1982 viel Israël tijdens de Libanese Burgeroorlog Libanon opnieuw binnen. Ondanks de internationale aanwezigheid van UNIFIL en de druk op Israël om zich terug te trekken duurde de Israëlische bezetting tot juli 2000, nadat de Veiligheidsraad met Resolutie 1288 (januari 2000) Israël nogmaals had opgeroepen zich uit het Libanese grondgebied terug te trekken. Spanningen en conflicten ontstonden rond de Shebaa-boerderijen, op de grens met Syrië, waar Israël een hek bouwde. Rapporten van de VN-Veiligheidsraad vermelden dat er langs de Blauwe Grenslijn conflicten plaatsvonden en de Israëlische luchtmacht bijna dagelijks de grens schond tot diep in het Libanees luchtruim. 

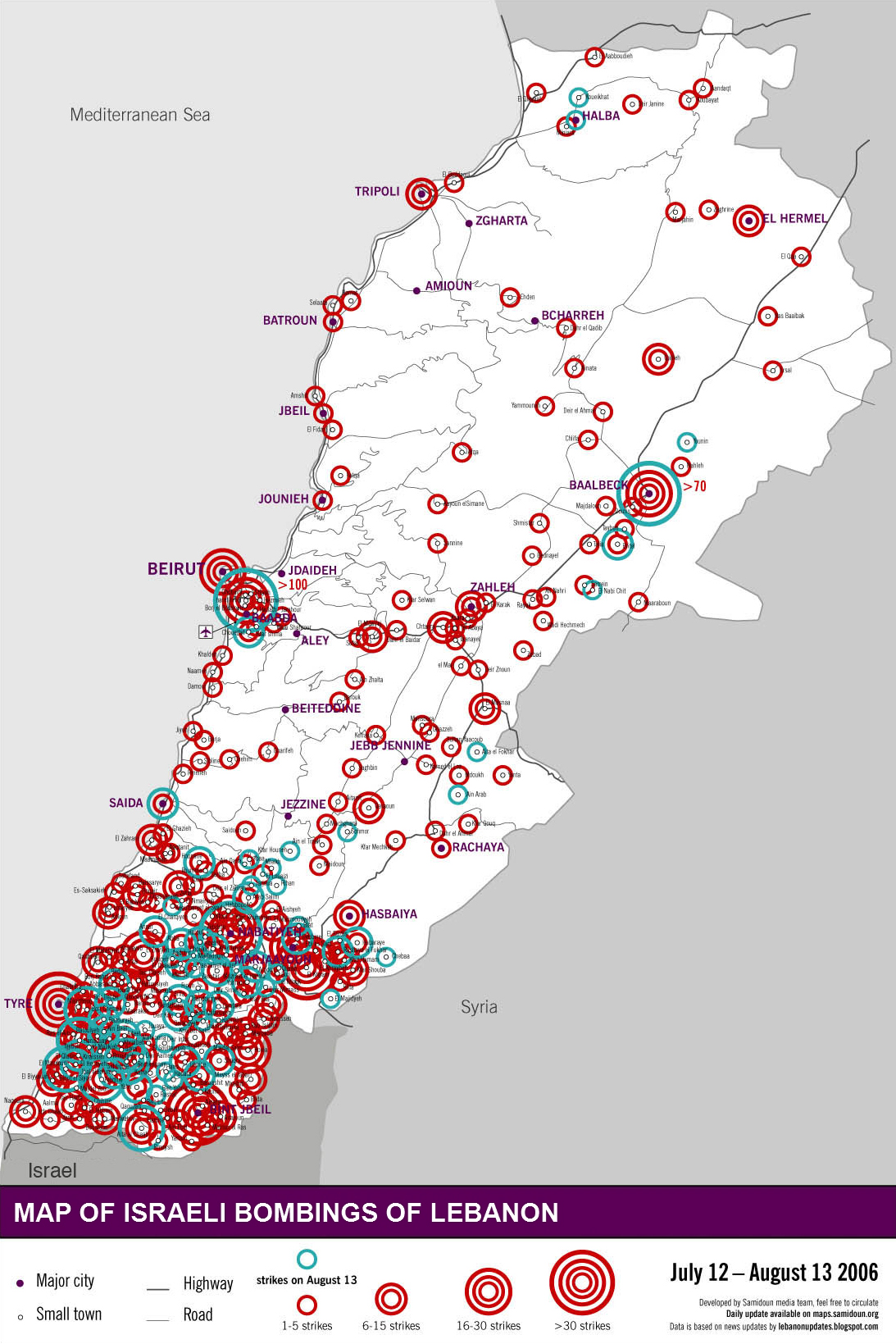
Gebombardeerde locaties in Libanon tussen 12 juli en 13 augustus 2006

Op 12 juli 2006 brak een tweede oorlog uit (de Israëlisch-Libanese Oorlog (2006)) nadat, na diverse incidenten bij de grens, de Libanese verzetsbeweging van Hezbollah een Israëlische grenspost had aangevallen en raketten had afgevuurd op Israëlisch grondgebied. Na de uitvaardiging van Resolutie 1701 in augustus 2006 trokken de Israëlische troepen zich terug. Tijdens de oorlog vluchtten aan beide zijden honderdduizenden burgers voor het oorlogsgeweld. Het Israëlische defensieleger (IDF) had grote verwoestingen gericht aan de infrastructuur van Zuidelijk Libanon.(kaartje) Israël dropte miljoenen fosfor- en clusterbommen op Zuid-Libanon; van de laatste de meeste nog in de laatste drie dagen van de oorlog kort voor de officiële aanname van Resolutie 1701 in de VN-Veiligheidsraad om de vijandigheden te staken. Minstens 40 procent ervan kwam niet meteen tot ontploffing en vormt een blijvend gevaar. De VN riep Israël dringend op om meer informatie te geven en kaarten ervan te overhandigen. Bij de terugtrekking uit Libanon hield Israël de in 1967 geannexeerde Shebaa-boerderijen in handen. Ook na 2006 zijn er spanningen en incidenten langs de grens tussen Israël en Hezbollah.

## Bezettingen volgens internationaal recht
Sinds de bezetting van deze gebieden is Israël herhaaldelijk gewezen op schendingen van Internationaal recht, mensenrechten en internationale verdragen of bepalingen daarin. Hieronder vallen ook de voorwaarden die waren gesteld aan de toetreding van Israël tot de VN: nakomen van de verplichtingen in het Handvest van de Verenigde Naties. Israël wordt ook regelmatig gewezen op bepalingen in de Conventies van Genève over de bezette gebieden.
Door de Algemene Vergadering van de Verenigde Naties en de Veiligheidsraad van de Verenigde Naties zijn sinds de bezetting van deze gebieden talrijke Resoluties uitgevaardigd, zoals Resolutie 476 Veiligheidsraad Verenigde Naties ten aanzien van de bezette gebieden, die ook weer teruggrijpt op de Resoluties 242 (1967), 252, 267, 271, 338 (1973) en 465. Vrijwel alle resoluties van de Verenigde Naties ten aanzien van Israël worden door de Verenigde Staten met zijn veto geblokkeerd.
De annexaties door Israël zijn op grond van onder meer de Geneefse Conventies internationaal veroordeeld.

### Zuid-Libanon
Ten aanzien van Zuid-Libanon heeft de Veiligheidsraad al sinds 1978 vele resoluties uitgebracht, zoals 425, 426, 501, 508, 509, 520 en resolutie 1288 in 2000.

### Syrische Golanhoogten
Ten aanzien van de Syrische Golanhoogten wordt Israël opgeroepen om zich te houden aan Resolutie 497, overeenkomstig het Handvest van de Verenigde Naties, de beginselen van internationaal recht en de belangrijke resoluties van de Veiligheidsraad.

### Palestijnse gebieden
Israël heeft altijd het standpunt gehuldigd, dat de Palestijnse gebieden niet bezet zijn, omdat zij vóór 1947 niet onder bestuur stonden van een soevereine staat. De internationale gemeenschap steunt deze opvatting niet en beschouwt de gebieden als door Israël bezet sinds 1967. Hoewel Israël de aanduiding 'bezetting' afwijst en verklaarde dat het de gebieden slechts 'administreert', bestaat er volgens het Institute for Middle East Understanding (IMEU) niet een dergelijke status in het internationaal recht.

#### Gaza
Na de ontmanteling van de Israëlische nederzettingen in Gaza en de terugtrekking van zijn troepen, verklaarde Israël dat daarmee de bezetting voorbij was. Verschillende internationale organisaties, waaronder de Verenigde Naties, beschouwen het nog steeds als bezet gebied vanwege de mate van controle die Israël uitoefent op onder meer het luchtruim. Bovendien worden Gaza en de Westoever tezamen beschouwd als "Bezette Palestijnse gebieden". In 2012 bevestigde de VN Human Rights Council (UNHRC) nog eens het standpunt van de VN, dat Gaza bezet gebied is en deel uitmaakt van de Bezette Palestijnse gebieden. Ook in de Oslo-akkoorden wordt bepaald dat zij één territorium vormen.
De Secretaris-Generaal van de Verenigde Naties heeft verklaard dat de blokkade van Gaza en daarmee verband houdende beperkingen een schending zijn van het internationaal humanitair recht, aangezien de burgerbevolking er zeer onder te lijden heeft en in feite wordt gestraft voor zaken waaraan ze geen schuld heeft.

## Onderhandelingen
Op de Conferentie van Madrid in oktober 1991 werd op bilateraal niveau onderhandeld. Vanwege bezwaren door Israël waren hiervoor geen vertegenwoordigers van de Palestijnse Bevrijdingsorganisatie (PLO) uitgenodigd.
Tussen Israël en de PLO werden deze onderhandelingen voortgezet in 1993 nadat beide partijen bevestigd hadden elkaar te zullen erkennen. Dit resulteerde in de Oslo-akkoorden in 1993 en 1994. Hiermee werd uitzicht geboden op een onafhankelijke Palestijnse staat binnen vijf jaar na dato. Binnen die gestelde termijn van vijf jaar is die staat nog steeds niet tot stand gebracht. Israël is sindsdien doorgegaan met zijn nederzettingenpolitiek en annexaties in de bezette Palestijnse Gebieden. 
De nederzettingenpolitiek van Israël en de oorlogen in de Gazastrook staan akkoorden en vredesverdragen in de weg en zet ze onder spanning. De mogelijkheden om tot oplossingen te komen worden grotendeels in de Verenigde Naties door de Verenigde Staten met een veto geblokkeerd.
Geschillen tussen Israël en Jordanië met betrekking tot de aanwezigheid van Palestijnse verzetsstrijders in Jordanië werden opgelost met een Vredesverdrag op 26 oktober 1994.